# All the Love All the Hate - Part 1: All the Love
All the Love All the Hate - Part 1: All the Love è un album del gruppo goth rock Christian Death, pubblicato dalle etichetta discografica Jungle Records nel 1989.
È il quarto della formazione europea del gruppo capeggiata da Valor Kand, che si distingue da quella statunitense capeggiata da Rozz Williams.
L'album è stato ristampato nel 1995, nel 1999 e nel 2002.

## Tracce
- Appollyon

1. Live Love Together (Valor Kand)
2. We Fall Like Love (Kand)
3. Love Don't Let Me Down (Nick Farr, Kand)
4. Suivre la Trace de Quesqu'un (Farr, Kand)

- Birth

1. Love Is Like a Bitchin' in My Heart (Eddie Holland)
2. I'm Using You (For Love) (Kand)
3. Deviate Love (Kand)
4. Angels (Jimi Hendrix)
5. Woman to Mother Earth (Kand)

## Formazione
- Valor Kand: voce, chitarra, basso, batteria, pianoforte, violino, violoncello, percussioni
- Nick The Bastard: chitarra, chitarra acustica, chitarra classica, basso, tastiere, percussioni
- Ian Thompson: batteria